# Llista de mestres de capella de Santa Maria de Mataró
Els mestres de capella de Santa Maria de Mataró foren músics que ocuparen la plaça de mestre de capella a l'església parroquial de Mataró. Al Museu-Arxiu de Santa Maria de Mataró es conserva un notable fons de composicions d'alguns d'aquests mestres, d'entre els compresos entre Jaume Arau (1741-1778) i Joan Fargas (1875-1944).
- 1591 - ? Onofre Ametller
- 1616 - 1624 Felip Pujol
- 1624 - 1670 Melcior Marquès
- (1670) Josep Puig, nomenat pel Consell de la Vila, no exercí en el càrrec perquè en fou exclòs pel rector
- 1670 Josep Marquès
- 1671 - 1674 es convocaren oposicions a Mestre de capella, i les guanyà Rafael Simó. Tres anys més tard, el rector de la parròquia feu ús del privilegi de veto que tenia i decidí remoure'l del magisteri de Santa Maria.
- 1674 - 1675 Josep Pujolar
- 1675 - 1685 Josep Gas
- 1685 - 1691 Llop Simó i Ramis. Mestre de capella interí, el 1691 va ser remogut del càrrec pel rector.
- 1692 - 1699 Llop Simó quedà segon a les oposicions convocades el 1692 per a la plaça, que guanyà Francesc Valls i Galan. L'aleshores rector Pere Pau Llorens decidí desoir les conclusions del tribunal i, contra la voluntat del Consell de la Vila, retornà el càrrec a Simó. Les tensions entre el govern municipal i el parroquial s'exacerbaren fins que la intervenció del virrei de Catalunya (el duc de Medina Sidonia exercia el càrrec entre 1690 i 1693), i la final resolució del tribunal de la Rota el 1695 confirmaren Simó Llop en el càrrec.
- 1699 - 1747 Salvador Laverni i Marquès
- 1741 - 1778 Jaume Arau i Montaner, els primers anys de forma interina per l'avançada edat del seu predecessor
- 1779 - 1810 Miquel Bassols i Gelabert
- 1810 - 1815 Antoni Mitjans
- 1815 Honorat Alberich i Corominas. Al poc d'ocupar el càrrec, dimití per anar a ocupar el mateix càrrec a Olot
- 1815 Bernat Bertran i Sastre, morí uns dies després de ser nomenat.
- 1815 - 1816 Josep Menéndez, mestre interí
- 1816 - 1821 Marià Poch i Alom, mestre interí
- 1821 - 1823 Marià Berga i Valart
- 1823 - 1827 Marià Poch
- 1827 Honorat Alberich. Nomenat, no prengué possessió.
- 1830 - 1833 Baltasar Dorda i Lloveras. El seu nomenament fou contestat per un altre opositor, Jaume Roure, que pledejà al Tribunal Diocesà.
- 1833 - 1853 Jaume Roure i Mesclans
- 1853 - 1883 Manuel Blanch i Puig
- 1883 - 1909 Francesc de Paula Mas i Oliver
- 1909 - 1910 Josep Molé i Gelabert, mestre suplent
- 1910 - 1944 Joan Fargas i Heras
- 1946 - 1983 Narcís Pagès i Ramiro, darrer mestre de capella[2][3]